# سهره دانه‌خوار نوک‌دراز
سهره دانه‌خوار نوک‌دراز (نام علمی: Oryzoborus crassirostris) نام یک گونه از سرده سهره‌های برنجی است.